# 姜梁
姜梁（1492年—？年），字子方，號電山，浙江衢州府江山縣人，明朝政治人物。

## 生平
由國子生中式丙子科（1516年）浙江鄉試第十九名舉人，年三十二歲中式嘉靖二年（1523年）癸未科會試第二十八名，第三甲第四十四名進士。授合江縣知縣，多有惠政。陞平樂府知府，於當道不合，棄官歸。

## 家族
曾祖姜達，贈南京禮部郎中。祖父姜德璇。父姜潤。母毛氏。永感下。兄栋、椿、弟桂。